# 음지도
음지도(陰地島)는 경상남도 창원시 진해구 명동에 위치한 섬으로, 면적은 82,946 m2이다. 창원솔라타워와 창원해양공원이 조성되어 있다.
1469년경 발행된 《경상도속찬지리지》에는 오음지도로 기록되어 있다. 2005년 육지와 이어주는 연륙교가 완공되었고, 2012년 3월 남쪽의 우도와 이어지는 교각도 개설되었다.